# Verimatrix
Verimatrix (anciennement Inside Secure), est une société spécialisée, depuis 2018, dans les solutions logicielles de sécurité vidéo. Elle est cotée à la bourse de Paris depuis 2012.

## Historique et activité
Le groupe Inside Secure, créé en 1994 par des anciens ingénieurs de Gemplus (devenu par la suite Gemalto), fabrique des puces électroniques. Dès 1998, il se spécialise sur les puces sans contact basées sur la technologie NFC dont il est un des co-inventeurs (avec Nokia, Sony et Philips),.
Au 31 décembre 2011, le chiffre d'affaires de 151 millions de dollars comporte 3 activités : « Mobile NFC » (conception et vente de puces et logiciels pour téléphones mobiles) : 48 millions de dollars ; « Secure payments » (conception et vente de puces et logiciels pour la sécurisation de paiements) : 43 millions de dollars ; « Digital security » (conception et vente de mémoires et de puces d'authentification et de sécurité pour les plateformes de télévision payantes) 60 millions de dollars.
En février 2012, le groupe s'introduit à la bourse de Paris en levant 79,3 millions d'euros. Un mois après, il souffre des difficultés de son premier client pour les puces NFC : le canadien Research in Motion (RIM),. En décembre 2012, il acquiert Embedded Security Solutions (ESS), spécialisé dans la sécurité logicielle, pour plus de 42 millions de dollars,.
En 2014, l'entreprise arrête la vente de composants NFC, mais garde la propriété d'environ 300 brevets dans ce domaine,.
En septembre 2015, un nouveau PDG est nommé : Amedéo d'Angelo. Lors de la vente de l'activité dans les semi-conducteurs, un plan social réduit les effectifs de 350 à 167 personnes. Le chiffre d'affaires baisse de 174 millions de dollars en 2013 à 38 millions en 2016. Pour 150 millions de dollars, l'entreprise achète, en décembre 2018, son concurrent américain, Verimatrix, dont elle reprend le nom en juin 2019. L'opération lui permet de tripler son chiffre d'affaires en se renforçant dans la vente de logiciels de sécurité et d'authentification pour les diffuseurs de contenus vidéo en ligne (Amazon Prime, etc.).